# جاكلين كاكو
جاكلين كاكو (بالإنجليزية: Jacqueline Cako)‏ مواليد 30 أغسطس 1991 في واشنطن، واشنطن، الولايات المتحدة، هي لاعبة كرة مضرب أمريكية وتحتل حالياً المرتبة 426 (مارس 7, 2016) في تصنيف رابطة محترفات كرة المضرب. أعلى تصنيف لها في الفردي كان 369. أعلى تصنيف لها في الزوجي كان 169.

## النهائيات

### الفردي (2–2)
| الحصيلة | الرقم | التاريخ        | الدورة                              | الأرضية | المنافس       | النتيجة            |
| ------- | ----- | -------------- | ----------------------------------- | ------- | ------------- | ------------------ |
| الفوز   | 1.    | أكتوبر 6, 2008 | ساوثلايك، الولايات المتحدة          | صلبة    | أشلي وينهولد  | 6–3, 4–6, 6–3      |
| الفوز   | 2.    | يونيو 22, 2009 | ويتشيتا، الولايات المتحدة           | صلبة    | كورتني دولهيد | 6–2, 6–3           |
| الوصافة | 1.    | مايو 31, 2010  | هيلتون هيد أيلاند، الولايات المتحدة | صلبة    | ألكسيس كينغ   | 2–6, 2–6           |
| الوصافة | 2.    | يونيو 21, 2010 | كريستينه هامن، السويد               | ترابية  | لينكا وينروفا | 2–6, 6–3, 6–7(2–7) |

## روابط خارجية
- جاكلين كاكو على موقع رابطة محترفات التنس (الإنجليزية)
- جاكلين كاكو على موقع الاتحاد الدولي لكرة المضرب (الإنجليزية)
- جاكلين كاكو على موقع خلاصة التنس.كوم (الإنجليزية)
- جاكلين كاكو على موقع إي إس بي إن.كوم (الإنجليزية)